# 2538 Vanderlinden
2538 Vanderlinden è un asteroide della fascia principale. Scoperto nel 1954, presenta un'orbita caratterizzata da un semiasse maggiore pari a 2,2394856 au e da un'eccentricità di 0,1291663, inclinata di 4,76356° rispetto all'eclittica.
L'asteroide è dedicato all'astronomo belga Henri Vanderlinden.